# Liste der Biografien/Dub
Liste der Biografien |
Portal Biografien |
Personensuche
# |
A |
B |
C |
D |
E |
F |
G |
H |
I |
J |
K |
L |
M |
N |
O |
P |
Q |
R |
S |
T |
U |
V |
W |
X |
Y |
Z |
?
 
Da |
Db |
Dc |
Dd |
De |
Dg |
Dh |
Di |
Dj |
Dk |
Dl |
Dm |
Dn |
Do |
Dq |
Dr |
Ds |
Du |
Dv |
Dw |
Dy |
Dz
 
Dua |
Dub |
Duc |
Dud |
Due |
Duf |
Dug |
Duh |
Dui |
Duj |
Duk |
Dul |
Dum |
Dun |
Duo |
Dup |
Duq |
Dur |
Dus |
Dut |
Duu |
Duv |
Duw |
Dux |
Duy |
Duz
Die Liste der Biografien führt alle Personen auf, die in der deutschsprachigen Wikipedia einen Artikel haben. Dieses ist eine Teilliste mit 460 Einträgen von Personen, deren Namen mit den Buchstaben „Dub“ beginnt.

## Dub
- Dub FX (* 1983), australischer Beatboxer und Live-looping-KünstlerDub FX (* 1983)

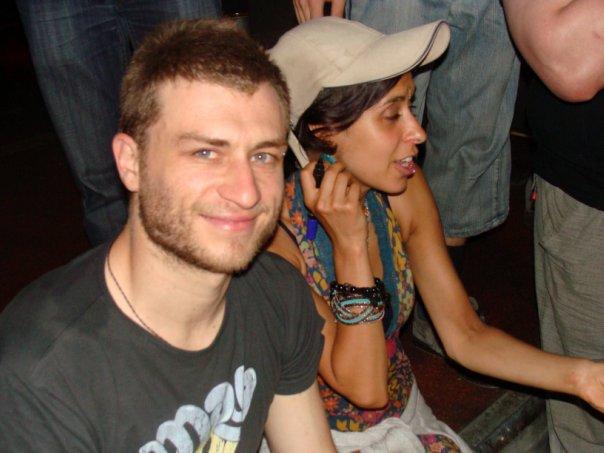
Dub FX (* 1983)

- Dub, Julius (1817–1873), deutscher Physiker und Lehrer am Gymnasium zum Grauen Kloster

### Duba
- Duba, Tomáš (* 1981), tschechischer Eishockeytorwart
- Dubach, Ernst (1881–1982), Schweizer Radrennfahrer
- Dubach, Hansruedi (* 1937), Schweizer Radsportler
- Dubach, Margaretha (* 1938), Schweizer Künstlerin
- Dubach, Reto (* 1956), Schweizer Politiker (FDP)
- Dubach, Ulysses Grant (1880–1972), US-amerikanischer Politikwissenschaftler
- Dubacher, Marc (* 1996), Schweizer Unihockeyspieler
- Dubaële, Claude (* 1940), französischer Fußballspieler und -trainer
- Dubail, Augustin (1851–1934), französischer General
- Dubaisi, Mohammed al (* 1992), saudischer Hammerwerfer
- Dubajić, Bojan (* 1990), serbischer Fußballspieler
- Dubajić, Slobodan (* 1963), serbischer Fußballspieler
- Dubajová, Katarína (* 1978), slowakische Handballspielerin und -trainerin
- Dubălari, Liviu (* 1996), moldauischer Biathlet und Skilangläufer
- Duban, Félix (1797–1870), französischer Architekt
- Duban, James (* 1951), amerikanischer Literaturwissenschaftler
- Dubar, Edouard (1803–1875), belgischer Maler
- Dubarbier, Sebastián (* 1986), argentinischer Fußballspieler
- Dubarenka, Maksim (* 1993), moldauisch-belarussischer Tennisspieler
- Dubarowa, Petja (1962–1979), bulgarische Dichterin und Schauspielerin
- Dubas, Jonathan (* 1991), schweizerisch-belgischer Basketballspieler
- Dubas, Kyle (* 1985), kanadischer Eishockeyfunktionär
- Dubas, Marie (1894–1972), französische Chansonnette
- Dubas, Pierre (1924–2006), Schweizer Bauingenieur und Hochschullehrer
- Dubasevych, Roman (* 1977), ukrainischer Kulturwissenschaftler und Hochschullehrer
- Dubasin, Jonathan (* 2000), spanisch-belgischer Fußballspieler
- Dubasová, Beáta (* 1963), slowakische Sängerin
- Dubassow, Andrei Petrowitsch (* 1984), russischer Biathlet
- Dubassow, Iwan Iwanowitsch (1897–1988), russisch-sowjetischer Grafiker
- Dubau, Gabriel (1700–1775), Abt des Klosters Neuzelle
- Dubau, Joshua (* 1996), französischer Radrennfahrer

### Dubb
- Dubb, Idilia († 1851), schottisches Unglücksopfer
- Dubbe, Daniel (* 1942), deutscher Schriftsteller, Journalist, Drehbuchautor und Übersetzer
- Dubbel, Heinrich (1873–1947), deutscher Hochschullehrer für Maschinenbau und Fachbuchautor
- Dubbeldam, Jeroen (* 1973), niederländischer Springreiter
- Dubbeldam, Jet (1930–2018), niederländische Organistin und Musikpädagogin
- Dubbelman, Conrad (1894–1977), niederländischer Ordensgeistlicher, römisch-katholischer Bischof von Jabalpur
- Dubbels, Hendrik († 1707), niederländischer Marinemaler
- Dubbels, Joachim Karl Johann (1876–1942), evangelischer Theologe
- Dubbels, Wilfried (* 1950), deutscher Apotheker, Autor und Bodybuilder
- Dubben, Hans-Hermann (* 1955), deutscher Physiker, Autor und Hochschullehrer
- Dubber, Bruno (1910–1944), deutscher Widerstandskämpfer gegen den Nationalsozialismus
- Dubber, Markus D. (* 1966), deutsch-amerikanischer Rechtswissenschaftler
- Dübber, Martha (1901–1973), deutsche Filmeditorin
- Dübber, Ulrich (1929–1985), deutscher Journalist und Politiker (SPD), MdB
- Dubbers, August (1873–1959), deutscher Kaufmann, Unternehmer und Honorarkonsul
- Dubbers, Dirk (* 1943), deutscher Physiker
- Dübbers, Franz (1908–1987), deutscher Boxer
- Dubbers, Johann Christoph (1804–1877), deutscher Kaufmann, Unternehmer und Lokalpolitiker, MdBB
- Dubbers, Johann Christoph Eduard (1836–1909), Bremer Kaufmann, dänischer Honorarkonsul
- Dübbers, Kurt (1905–1987), deutscher Architekt und Hochschullehrer
- Dubbers-Albrecht, Eduard (* 1958), deutscher Unternehmer und Präses der Handelskammer Bremen
- Dubberstein, Karolin (* 1989), deutsche Schauspielerin und Model

### Dubc
- Dubčanský von Zdenín, Jan, mährischer Adliger und Reformator
- Dubček, Alexander (1921–1992), slowakischer Politiker und Leitfigur des so genannten Prager Frühlings (1968)Alexander Dubček (1921–1992)

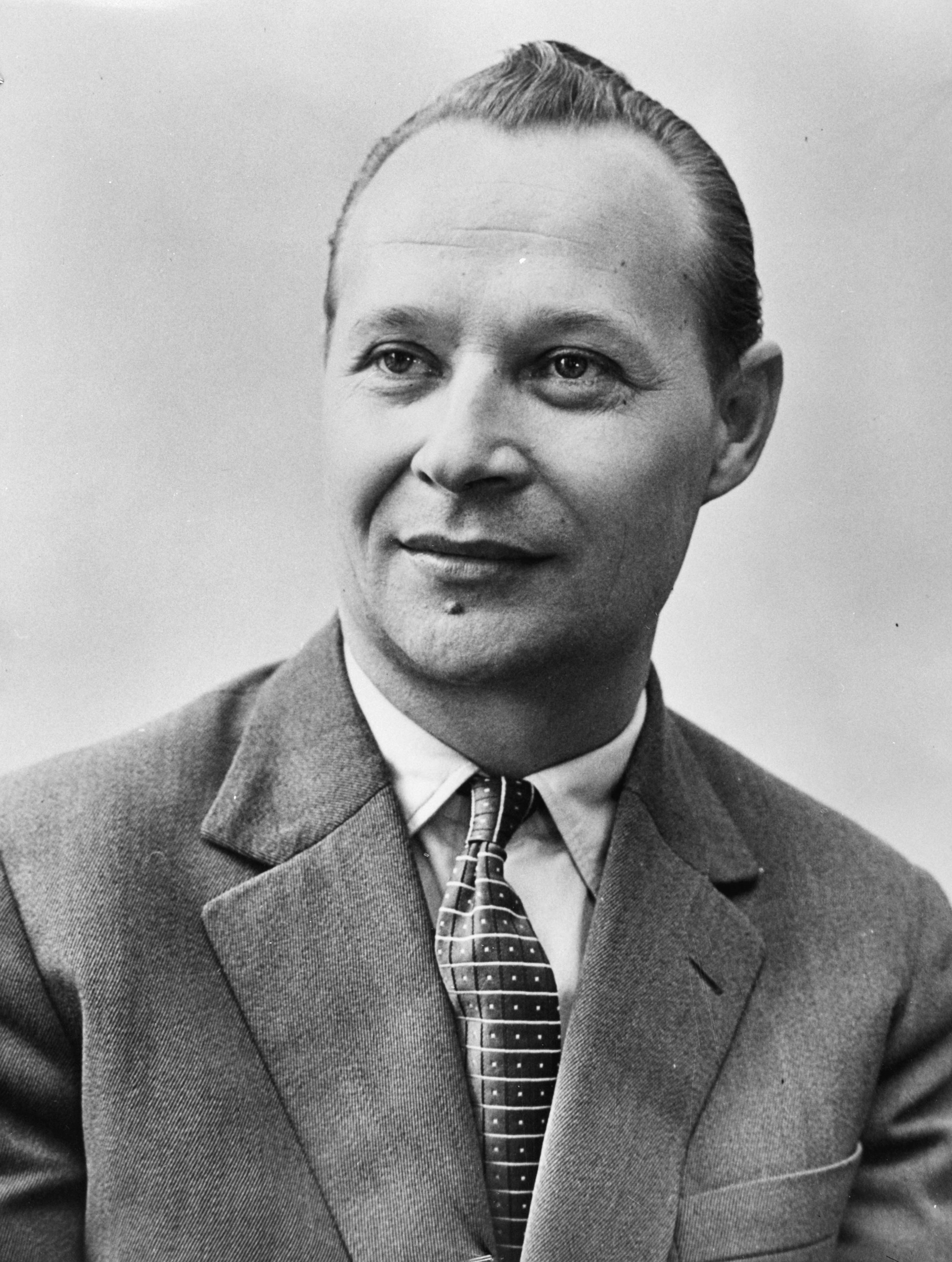
Alexander Dubček (1921–1992)

- Dubcová, Kamila (* 1999), tschechische Fußballspielerin
- Dubcová, Michaela (* 1999), tschechische Fußballspielerin

### Dube
- Dubé, Christian (* 1977), kanadischer Eishockeyspieler
- Dube, Dahdi (* 2005), äthiopische Mittelstreckenläuferin
- Dubé, Dillon (* 1998), kanadischer Eishockeyspieler
- Dube, Glody (* 1978), botswanischer Mittelstreckenläufer
- Dube, Gudrun (* 1938), deutsche Gartenbauingenieurin und Rosenzüchterin
- Dubé, Jean (* 1981), kanadisch-französischer Konzertpianist
- Dubé, Jean-Eudes (1926–2019), kanadischer Politiker
- Dube, Jefta (1962–2001), simbabwischer Polizist
- Dubé, Jessica (* 1987), kanadische EiskunstläuferinJessica Dubé (* 1987)

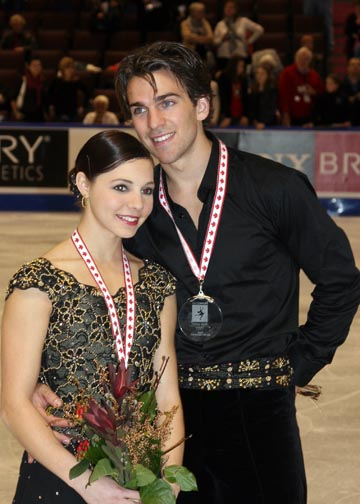
Jessica Dubé (* 1987)

- Dube, Joe (* 1944), US-amerikanischer Gewichtheber
- Dube, John Langalibalele (1871–1946), südafrikanischer Theologe und Politiker
- Dube, Juliane (* 1985), deutsche Germanistin
- Dube, Jürgen (1940–2025), deutscher Politiker (CDU)
- Dube, Lucky (1964–2007), südafrikanischer Musiker
- Dube, Martin (* 1953), deutscher Politiker (Demokratischer Aufbruch), Staatssekretär im Ministerium für Wirtschaft der DDR
- Dube, Musa Wenkosi (* 1964), botswanische evangelische Theologin
- Dube, Nothando (1988–2019), zwölfte Ehefrau von Mswati III., Mitglied des Hauses Dlamini und einer der Königinnen Eswatinis
- Dubé, Ondřej z, böhmischer Adliger und Landrichter
- Dube, Opha Pauline (* 1960), botswanische Umweltwissenschaftlerin
- Dubé, Samuel (* 2002), deutsch-kanadischer Eishockeyspieler und Spielerberater
- Dube, Shivam (* 1993), indischer Cricketspieler
- Dube, Wolf-Dieter (1934–2015), deutscher Kunsthistoriker
- Dubé, Yanick (* 1974), deutsch-kanadischer Eishockeyspieler und -trainer
- Dube-Ncube, Nomusa, Politikerin in KwaZulu-Natal
- Dubeau, Angèle (* 1962), kanadische Geigerin
- Dubedat, Julien (* 1978), französischer Mathematiker
- Dübel, Arno (1956–2023), deutsche Medienpersönlichkeit und Langzeitarbeitsloser
- Dübel, Sarah-Lisa (* 1998), deutsche Fußballspielerin
- Dübel, Stefan (* 1960), deutscher Biologe und Biotechnologe
- Dübell, Richard (* 1962), deutscher Schriftsteller und Grafiker
- Dubelt, Leonti Wassiljewitsch (1792–1862), russischer Staatsmann, General der Kavallerie, Chef des Gendarmeriekorps und Chef der Geheimpolizei
- Düben, Andreas (1597–1662), deutscher Organist, Kapellmeister und Komponist
- Düben, Ann Katrin (* 1984), deutsche Historikerin und Gedenkstättenpädagogin
- Düben, Gustav († 1690), schwedischer Hofkapellmeister, Organist und Komponist
- Düben, Henrik Jakob von (1733–1805), schwedischer Hofmarschall, Diplomat und Staatsdiener
- Duben, Jan (1829–1910), österreichisch-ungarischer-tschechischer römisch-katholischer Priester und Politiker
- Düben, Lotten von (1828–1915), schwedische Fotografin
- Düben, Magnus Vilhelm von (1814–1845), schwedischer Biologe und Naturforscher
- Dubeň, Marek (* 1994), slowakischer Fußballspieler
- Duben, Miroslav (* 1974), tschechischer Eishockeyspieler
- Düben, Otto (1928–2018), deutscher Hörspielregisseur
- Düben-Schaumann, Kerstin (* 1969), deutsche Politikerin (AfD), MdL
- Dübendorfer, Rachel (1900–1973), polnisch-deutsche kommunistische Agentin des sowjetischen Geheimdienstes GRU
- Dubeneckis, Vladimiras (1888–1932), russisch-litauischer Architekt und Hochschullehrer
- Dübener, Christoph (* 1987), deutscher Handballspieler
- Düber, Heinz (* 1939), deutscher Politiker (CDU), MdL Rheinland-Pfalz
- Düber, Hülya (* 1978), deutsche Politikerin (CSU), MdBHülya Düber (* 1978)

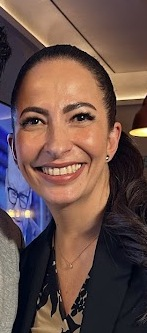
Hülya Düber (* 1978)

- Düberg, Carl (1801–1849), deutscher Maler und Lithograph
- Düberg, Christian (1806–1873), deutscher Jurist und Publizist
- DuBerger, Paul-Henri (1939–2012), kanadischer Maler
- Duberman, Martin (* 1930), US-amerikanischer Historiker, Hochschullehrer und Autor
- Duberry, Michael (* 1975), englischer Fußballspieler
- Duberstein, Kenneth (1944–2022), US-amerikanischer politischer Berater (Republikaner) und Stabschef des Weißen Hauses
- Dubet, François (* 1946), französischer Soziologe
- Dubey, Bindeshwari (1921–1993), indischer Politiker
- Dubez, Johann (1828–1891), österreichischer Komponist und Musiker

### Dubf
- Dubfire (* 1971), iranisch-US-amerikanischer Produzent im Bereich der elektronischen TanzmusikDubfire (* 1971)

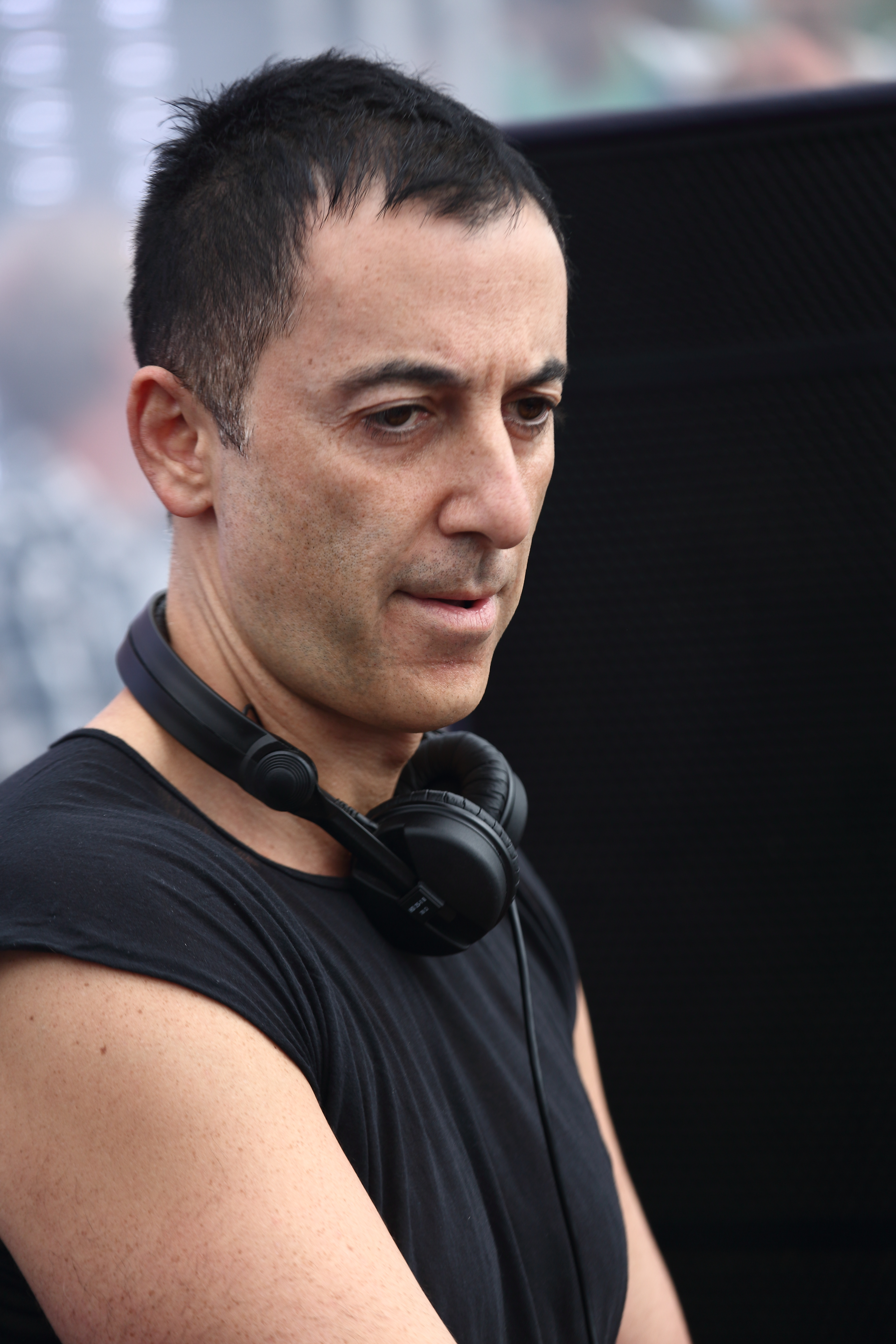
Dubfire (* 1971)

### Dubg
- Dübgen, Franziska (* 1980), deutsche Philosophin
- Dübgen, Hannah (* 1977), deutsche Dramaturgin und Dramatikerin

### Dubh
- Dubh († 967), König von Schottland
- Dubhán, walisischer Mönch, irischer Heiliger

### Dubi
- Dübi, Ernst (1884–1947), schweizerischer Eisenindustrieller
- Dübi, Heinrich (1848–1942), Schweizer Philologe und Alpinist
- Dübi, Paul (1908–1989), Schweizer Politiker (FDP)
- Dübi, Walter (1880–1963), Direktor der Kabelwerke Brugg
- Dübi-Müller, Gertrud (1888–1980), Schweizer Fotografin, Kunstsammlerin und Mäzenin
- Dubicz-Penther, Karol (1892–1945), polnischer Diplomat
- Dubie, Brian (* 1959), US-amerikanischer Politiker
- Dubiecki, Daniel (* 1977), US-amerikanischer Filmproduzent
- Dubied, Henri Edouard (1823–1878), Schweizer Erfinder der Flachstrickmaschine
- Dubiel, Helmut (1946–2015), deutscher Soziologe, Professor an der Universität GießenHelmut Dubiel (1946–2015)

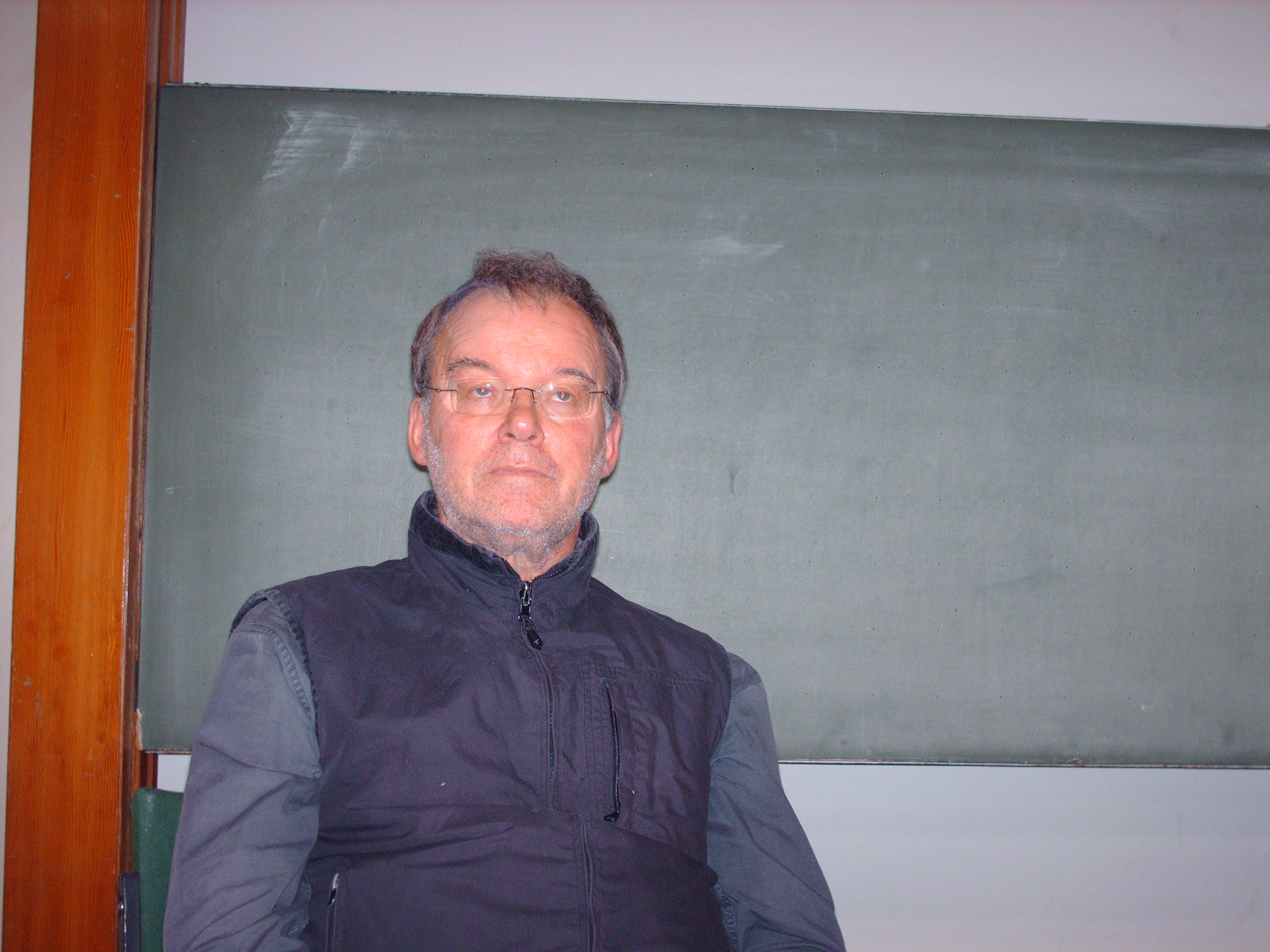
Helmut Dubiel (1946–2015)

- Dubiel, Joseph (* 1955), US-amerikanischer Komponist, Musiktheoretiker und Musikjournalist
- Dubiel, Kryspin (* 1973), polnischer römisch-katholischer Geistlicher, Erzbischof und Diplomat des Heiligen Stuhls
- Dubiel, Michael (* 1960), deutscher Handballspieler
- Dubielewicz, Wade (* 1979), kanadischer Eishockeytorwart
- Dubielzig, Thomas, deutscher Boxer
- Dubiez, Patric (* 1957), französischer Skispringer
- Dubigeon, Yves-Marie (1927–2007), französischer Geistlicher, Bischof von Sées
- Dubik, James (* 1949), US-amerikanischer Offizier, Generalleutnant der US-Army
- Dubilet, Dmytro (* 1985), ukrainischer Unternehmer und Politiker
- Dubilier, Nicole (* 1957), deutsch-amerikanische Meeresbiologin und Hochschullehrerin
- Dubillard, François-Virgile (1845–1914), französischer Erzbischof und Kardinal
- Dubillard, Roland (1923–2011), französischer Schriftsteller
- Dubin, Al (1891–1945), amerikanischer Komponist und Textdichter
- Dubin, Charles S. (1919–2011), US-amerikanischer Fernsehregisseur
- Dubin, Ellen, kanadische Schauspielerin
- Dubin, Glenn Russell (* 1957), US-amerikanischer Hedgefonds-ManagerGlenn Russell Dubin (* 1957)

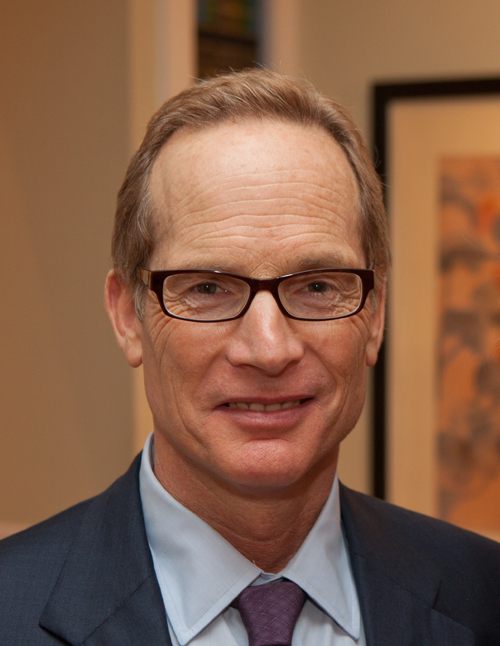
Glenn Russell Dubin (* 1957)

- Dubin, Isadore Nathan (1913–1980), kanadisch-amerikanischer Pathologe
- Dubin, Mordechai (1889–1956), lettischer Politiker, Mitglied der Saeima
- Dubina, Peter (1940–1990), deutsch-tschechischer Schriftsteller
- Dubinchik, Lucy (* 1982), israelische Schauspielerin
- Dubini, Donatello (1955–2011), Schweizer Regisseur und Dokumentarfilmer
- Dubini, Fosco (* 1954), Schweizer Regisseur und Dokumentarfilmer
- Dubinin, Michail Michailowitsch (1901–1993), sowjetischer Chemiker
- Dubinin, Nikolai Gennadijewitsch (* 1973), russischer Ordensgeistlicher, römisch-katholischer Weihbischof in Moskau
- Dubinin, Nikolai Petrowitsch (1907–1998), russischer Genetiker
- Dubinin, Pjotr Wassiljewitsch (1909–1983), sowjetischer Fernschachspieler
- Dubinovschi, Lazăr (1910–1982), rumänisch-sowjetischer Bildhauer
- Dubins, Lester (1920–2010), US-amerikanischer Mathematiker
- Dubinski, Angelika (* 1995), deutsche Eiskunstläuferin
- Dubinski, Ingo (* 1963), deutscher Journalist und Moderator
- Dubinsky, Brandon (* 1986), US-amerikanischer EishockeyspielerBrandon Dubinsky (* 1986)

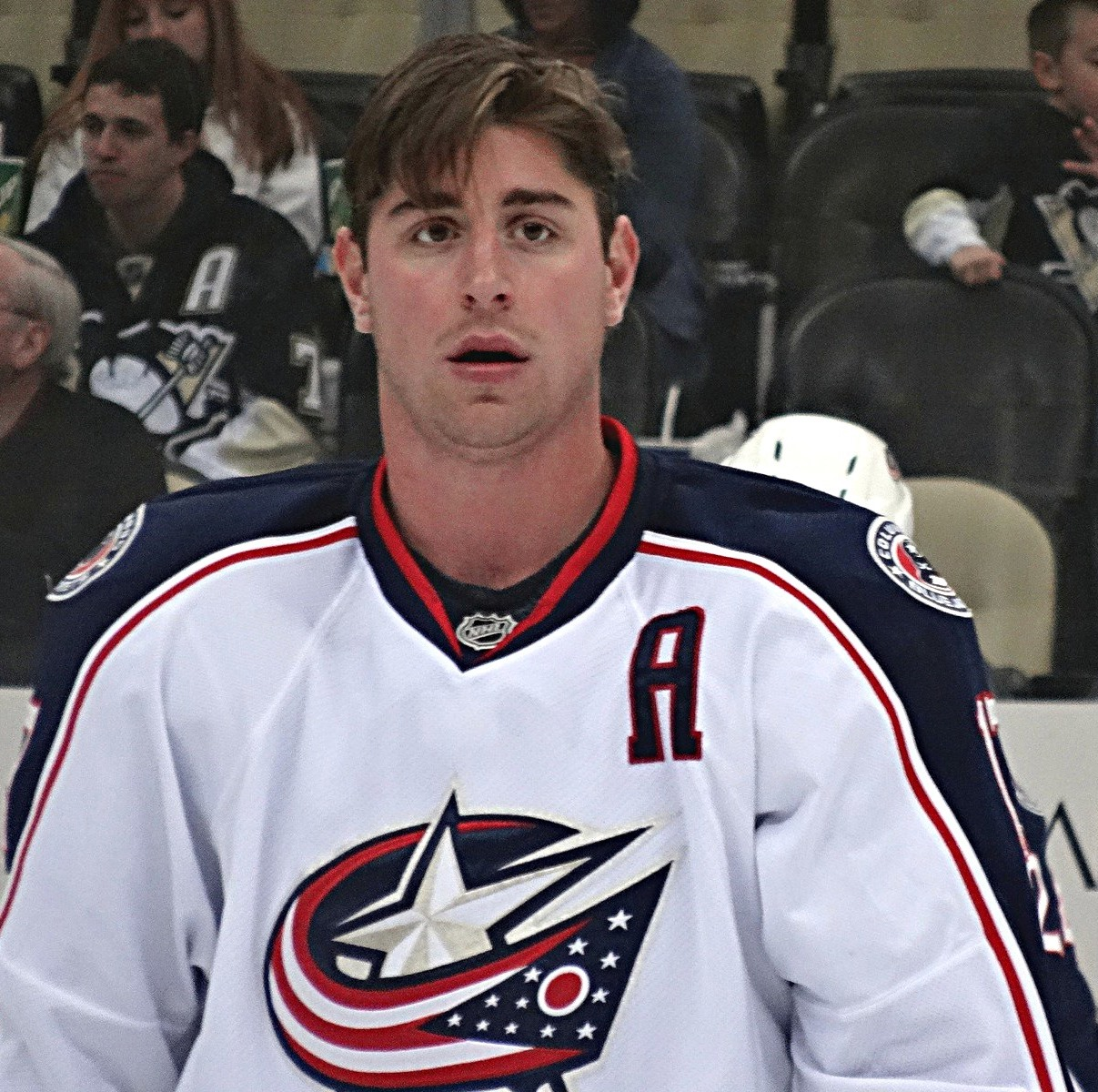
Brandon Dubinsky (* 1986)

- Dubinsky, Donna (* 1955), US-amerikanische Unternehmerin, Vorstandsvorsitzende von Palm, Mitgründerin von Handspring
- Dubinsky, Ed (1935–2022), US-amerikanischer Mathematiker, Mathematikdidaktiker, Hochschullehrer und Bürgerrechtsaktivist
- Dubinsky, Leon (1941–2023), kanadischer Schauspieler, Theaterregisseur, Musiker und Komponist
- Dubinsky, Steve (* 1970), kanadischer Eishockeyspieler
- Dubis, Klaus (1938–2010), italienischer Politiker (Südtirol)
- Dubischar, Roland (1935–2025), deutscher Jurist
- Dubiska, Irena (1899–1989), polnische Geigerin und Musikpädagogin
- Dubislav, Walter (1895–1937), deutscher Wissenschaftstheoretiker
- Dubitscher, Fred (1905–1978), deutscher Psychiater und Rassenhygieniker
- Dubizkaja, Aljona (* 1990), belarussische Kugelstoßerin
- Dubizki, Aleh (* 1990), belarussischer Hammerwerfer
- Dubizki, Pawel (* 1982), kasachischer Zehnkämpfer

### Dubj
- Dubjago, Alexander Dmitrijewitsch (1903–1959), sowjetischer Astronom
- Dubjago, Dmitri Iwanowitsch (1849–1918), russischer Astronom
- Dubjago, Tatjana Borissowna (1897–1959), russische bzw. sowjetische Architektin und Hochschullehrerin

### Dubk
- Dubkowa, Alena (* 1991), belarussische Tischtennisspielerin

### Dubl
- Dublan, Marc Narciso (* 1974), spanischer Schachspieler
- Dublanc, Emilio Antonio (1911–1990), argentinischer Komponist
- Dublé Almeida, Diego (1841–1922), chilenischer General und Politiker
- Dublé Urrutia, Diego (1877–1967), chilenischer Dichter, Maler und Diplomat
- Dublé, Arnaud (* 1980), französischer Bahnradsportler
- Dubled, Morgane (* 1984), französisches Model
- Dubler, Albert (1857–1903), Schweizer Pathologe und Bakteriologe, a.o. Professor in Basel
- Dubler, Anne-Marie (* 1940), Schweizer Historikerin
- Dubler, Cedric (* 1995), australischer Leichtathlet
- Dubler, Elisabeth (* 1995), Schweizer Politikerin
- Dublin, Dion (* 1969), englischer FußballspielerDion Dublin (* 1969)

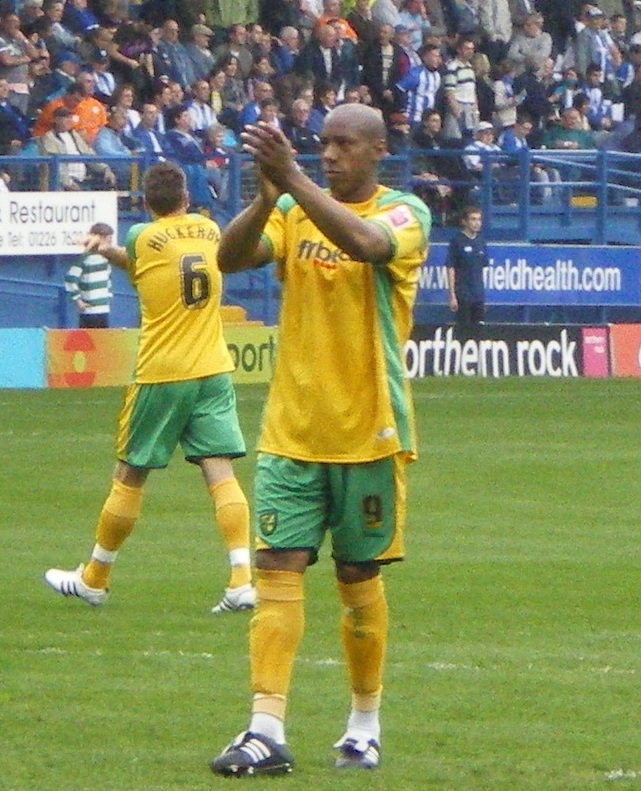
Dion Dublin (* 1969)

- Düblin, Jacques (1901–1978), Schweizer Maler
- Dublin, Jessica (1918–2012), US-amerikanische Filmschauspielerin
- Düblin, Jules (1895–1992), Schweizer Fußballspieler und Sportfunktionär
- Düblin, Lukas (1933–2025), Schweizer Maler
- Düblin, Michael (* 1964), Schweizer Schriftsteller
- Dublon, Else Jeanette (1906–1998), deutsch-israelische Tänzerin, Tanzlehrerin und Choreographin
- Dubly, Raymond (1893–1988), französischer Fußballspieler

### Dubm
- Dubmood (* 1985), schwedischer Chiptune-Musiker

### Dubn
- Dübner, Johann Friedrich (1802–1867), deutscher Altphilologe
- Dubner, Stephen J. (* 1963), US-amerikanischer Verleger, Autor und Journalist
- Dubnick, Hildegard (* 1961), US-amerikanische Ordensfrau, Äbtissin von St. Walburg
- Dubnicoff, Tanya (* 1969), kanadische Radrennfahrerin
- Dubno, Salomo (1738–1813), hebräischer Dichter und Aufklärer
- Dubnow, Simon (1860–1941), russischer Historiker und Theoretiker des JudentumsSimon Dubnow (1860–1941)

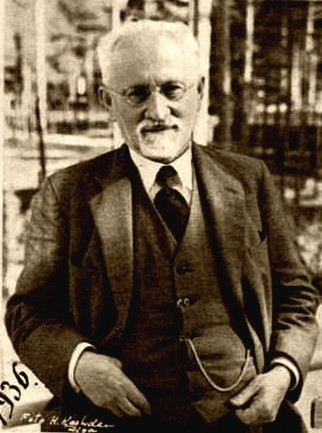
Simon Dubnow (1860–1941)

- Dubnyk, Devan (* 1986), kanadischer Eishockeytorwart

### Dubo
- Dubó, Rodolfo (* 1953), chilenischer Fußballspieler
- Duboc, Benjamin (* 1969), französischer Jazz- und Improvisationsmusiker und Komponist
- Duboc, Charles Edouard (1822–1910), deutscher Schriftsteller
- Duboc, Emmanuelle (* 1980), französische Snowboarderin
- Duboc, Julius (1829–1903), deutscher Schriftsteller und Philosoph
- Duboc, Paul (1884–1941), französischer Radrennfahrer
- Dubocage, Michel (1676–1727), französischer Korsar, Entdecker und Kaufmann
- Dubochet, Jacques (* 1942), Schweizer Biophysiker und Nobelpreisträger
- Dubochet, Jacques-Julien (1798–1868), Schweizer Rechtsanwalt und Verleger
- Dubœuf, Georges (1933–2020), französischer Winzer und Weinhändler
- Duboin, François-Marie (1827–1893), französischer Missionsbischof, Apostolischer Vikar von Senegambia
- Dubois de Chémant, Nicolas (1753–1824), französischer Zahnarzt
- Dubois de Montpéreux, Frédéric (1798–1850), Schweizer Reiseschriftsteller, Naturforscher, Archäologe und Historiker
- Dubois, A., französischer Segler
- Dubois, Alain (* 1948), französischer Herpetologe
- Dubois, Alfred (1898–1949), belgischer Geiger und Musikpädagoge
- Dubois, Alice (* 1970), französische Judoka
- DuBois, Allison (* 1972), US-amerikanisches MediumAllison DuBois (* 1972)

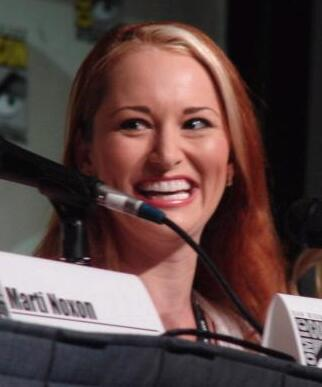
Allison DuBois (* 1972)

- Dubois, Alphonse Joseph Charles (1839–1921), belgischer Ornithologe
- Dubois, Anna (* 1962), schwedische Wirtschaftswissenschaftlerin und Hochschullehrerin
- Dubois, Anne-Marie, französische Psychiaterin und Museumsleiterin
- Dubois, Bastien (* 1983), französischer Animator und Regisseur
- Dubois, Charles (1877–1965), französischer Klassischer Archäologe
- Dubois, Charles (1887–1943), Schweizer Neurologe
- Dubois, Charles (1890–1968), Schweizer Militär
- Dubois, Charles Frédéric (1804–1867), belgischer Naturforscher
- DuBois, Charles-Edouard (1847–1885), Schweizer Landschaftsmaler und -aquarellist (Frühimpressionismus)
- Dubois, Claude (1932–2022), belgischer Automobilrennfahrer
- Dubois, Claude K. (* 1960), Kinderbuchautorin und Illustratorin
- DuBois, Cora (1903–1991), US-amerikanische Kulturanthropologin
- Dubois, Cyrille (* 1984), französischer Opernsänger (Tenor)
- Dubois, Daniel (* 1944), französischer Historiker und Schriftsteller
- Dubois, Daniel (* 1964), Schweizer Eishockeyspieler
- Dubois, Daniel (* 1997), britischer Boxer im SchwergewichtDaniel Dubois (* 1997)

Daniel Dubois (* 1997)

- Dubois, Didier (* 1957), französischer Sprinter
- Dubois, Ebou (* 1966), gambischer Fußballspieler
- Dubois, Ernst (1900–1957), deutscher Boxsportler, Gründer und erster Präsident des Bundes Deutscher Berufsboxer (BDB)
- Dubois, Eugène (1858–1940), niederländischer Arzt, Anatom und Anthropologe
- DuBois, Eugene Floyd (1882–1959), US-amerikanischer Physiologe
- Dubois, François Louis (1726–1766), schweizerisch-elsässischer Orgelbauer
- Dubois, Fred (1851–1930), US-amerikanischer Politiker
- Dubois, Gabriel (1911–1985), französischer Radrennfahrer
- Dubois, Gauthier Pierre Georges Antoine (1906–1989), französischer Bischof und Apostolischer Vikar von Istanbul
- Dubois, Georges, französischer Kunstturner
- Dubois, Georges (1935–2018), Schweizer Skilangläufer
- Dubois, Georges-Pierre (1911–1983), Schweizer Architekt
- Dubois, Gilles (* 1966), Schweizer Eishockeyspieler
- Dubois, Guillaume (1656–1723), französischer Kardinal und Minister unter der Regentschaft des Herzogs von Orléans
- Dubois, Heinz (1914–1966), deutscher Maler
- Dubois, Henri (1838–1928), Schweizer evangelischer Geistlicher und Hochschullehrer
- Dubois, Ilse (1922–2008), deutsche Kostümbildnerin
- Dubois, J., französischer Segler
- Dubois, Jacob († 1722), kurpfälzischer Baumeister, Architekt und Ingenieur
- Dubois, Jacques Charles (1762–1847), französischer General der Kavallerie
- Dubois, Jean (1920–2015), französischer Linguist, Französist, Grammatiker und Lexikograf
- Dubois, Jean Antoine († 1848), französischer Missionar und Indologe
- Dubois, Jean-Baptiste (1870–1938), kanadischer Cellist, Dirigent und Musikpädagoge
- Dubois, Jean-Paul (* 1950), französischer Journalist und Schriftsteller
- Dubois, Jean-Pierre (* 1969), belgischer Radrennfahrer
- Dubois, John (1764–1842), französisch-amerikanischer römisch-katholischer Geistlicher und Bischof von New York
- DuBois, Josiah Ellis Jr. (1912–1983), amerikanischer Rechtsanwalt, Ankläger im I. G.-Farben-Prozess
- Dubois, Jules (1862–1928), französischer Radrennfahrer
- Dubois, Julien (* 1970), französischer Schauspieler
- Dubois, Jürgen (1932–2008), deutscher Konteradmiral
- Dubois, Kitsou (* 1954), französische Choreographin und Pädagogin
- Dubois, Léo (* 1994), französischer Fußballspieler
- Dubois, Leopold (1876–1948), österreichischer Balletttänzer und Choreograf
- Dubois, Lona (1923–1978), österreichische Schauspielerin
- Dubois, Louis (1830–1880), belgischer Maler
- Dubois, Louis-Ernest (1856–1929), französischer Kardinal der römisch-katholischen Kirche und Erzbischof von Paris
- Dubois, Marcel-Marie (1896–1967), französischer römisch-katholischer Geistlicher, Erzbischof von Besançon
- Dubois, Marguerite-Marie (1915–2011), französische Anglistin, Romanistin, Mediävistin und Lexikografin
- Dubois, Marie (1937–2014), französische SchauspielerinMarie Dubois (1937–2014)

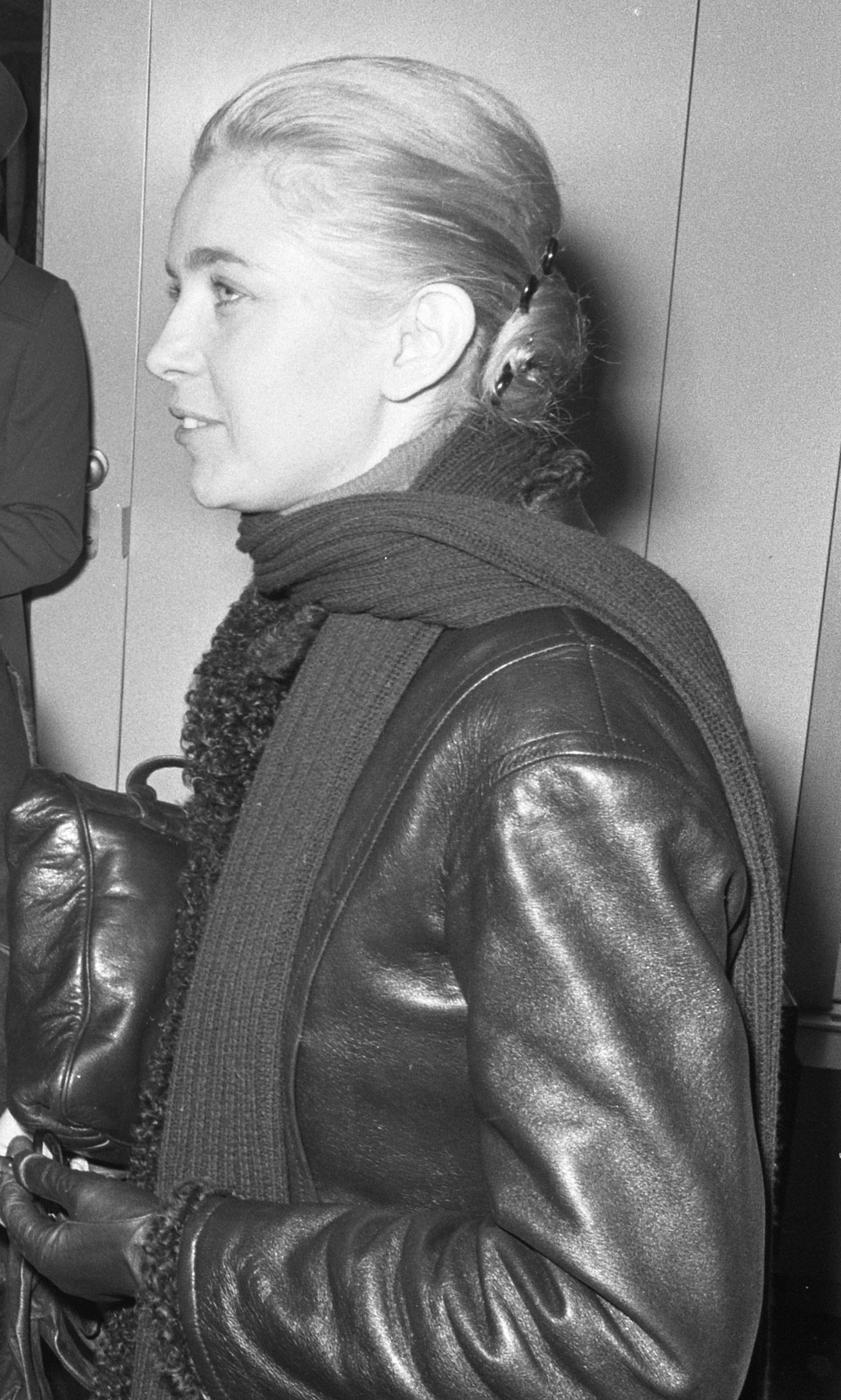
Marie Dubois (1937–2014)

- Dubois, Marie-Gérard (1929–2011), französischer römisch-katholischer Geistlicher, Trappist und Abt
- DuBois, Marta (1952–2018), panamaische Filmschauspielerin
- Dubois, Maurice (1905–1997), Schweizer Lehrer
- Dubois, Michel (1948–2006), französischer Autorennfahrer
- Dubois, Nadine (* 1983), deutsche Schauspielerin
- Dubois, Olivier (* 1972), französischer Tänzer und Choreograf
- Dubois, Paul (1846–1882), Schweizer Maschinenbauer, tätig in der Zuckerindustrie
- Dubois, Paul (1848–1918), Schweizer Psychotherapeut
- Dubois, Paul (1924–2016), belgischer Jazzmusiker (Kontrabass, Gesang)
- Dubois, Paul (* 1943), kanadischer Diplomat
- Dubois, Paul Antoine (1795–1871), französischer Arzt und Geburtshelfer
- Dubois, Pierre, französischer Scholastiker und Jurist
- Dubois, Pierre (1938–2025), Schweizer Politiker (SP)
- Dubois, Pierre Joseph (1852–1924), französischer General
- Dubois, Pierre-Luc (* 1998), kanadischer Eishockeyspieler
- Dubois, Pierre-Max (1930–1995), französischer Komponist
- Dubois, René (1908–1957), Schweizer Jurist
- DuBois, Scott (* 1978), US-amerikanischer Jazzgitarrist, Komponist und Bandleader
- Dubois, Serafino (1817–1899), italienischer Schachspieler
- Dubois, Stéphanie (* 1986), kanadische Tennisspielerin
- Dubois, Steven (* 1997), kanadischer Shorttracker
- Dubois, Susan, US-amerikanische Bratschistin und Musikpädagogin
- Dubois, Théodore (1837–1924), französischer Komponist
- Dubois, Thierry (* 1963), französischer Comiczeichner und Illustrator
- Dubois, Tim (* 1996), Schweizer Eishockeyspieler
- Dubois, Vincent (* 1980), französischer OrganistVincent Dubois (* 1980)

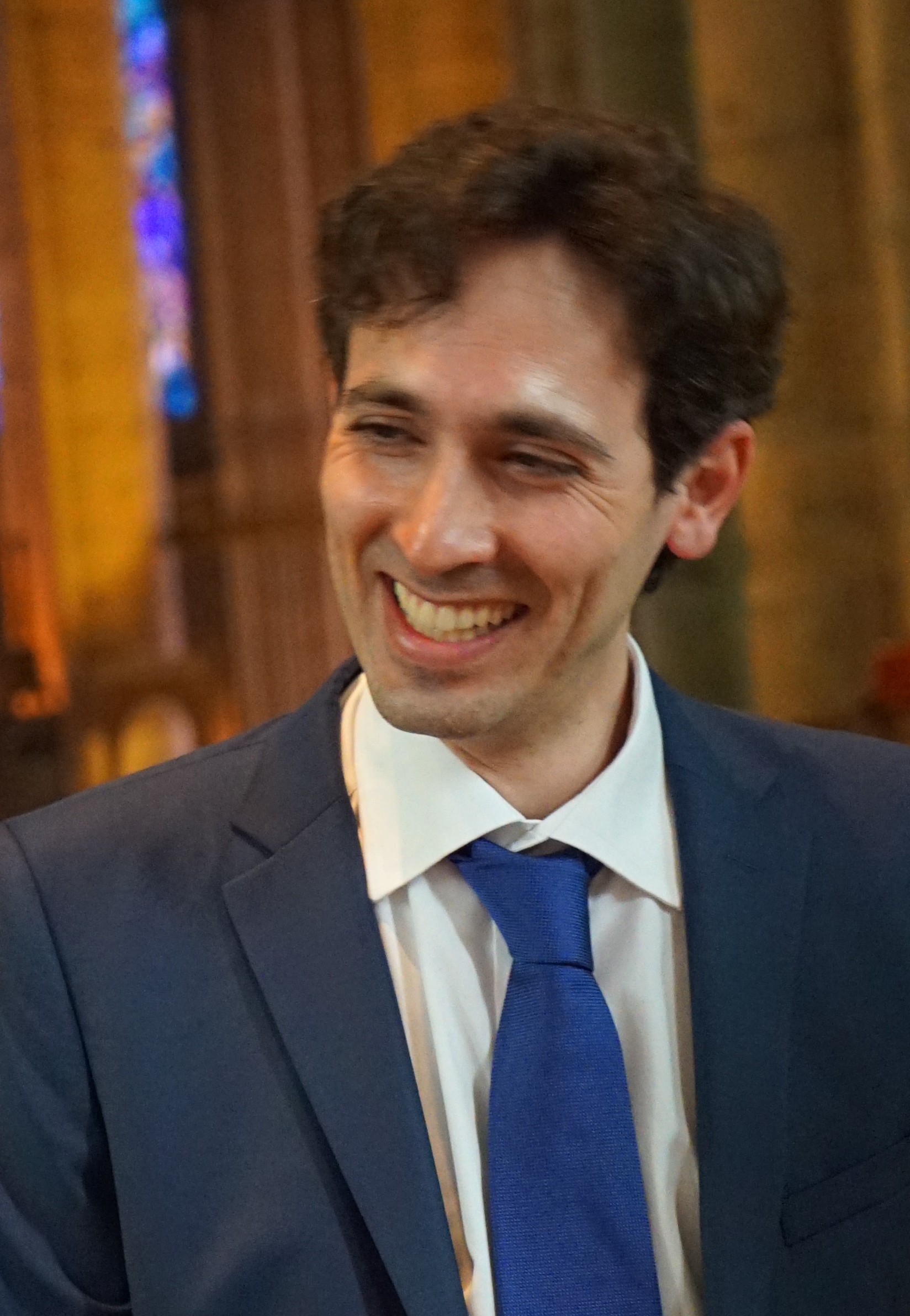
Vincent Dubois (* 1980)

- Dubois, Werner (1913–1971), deutscher SS-Scharführer – beteiligt an der „Aktion T4“ und der „Aktion Reinhardt“
- Dubois, William H. (1835–1907), US-amerikanischer Politiker, Bankier und Treasurer von Vermont
- Dubois, Wim (* 1946), niederländischer Radrennfahrer
- Dubois-Crancé, Edmond (1746–1814), französischer Politiker und General
- DuBois-Melly, Charles (1821–1905), Schweizer Maler
- Dubois-Pillet, Albert (1846–1890), französischer Maler
- Duboisson, Émile, belgischer Turner
- Dubok, Jelena (* 1976), kasachische Biathletin
- Dubonnet, André (1897–1980), französischer Militärpilot, Sportler, Rennfahrer und Erfinder
- Dubord, Richard J. (1921–1970), US-amerikanischer Anwalt und Politiker
- Dubordieu, Pieter, niederländischer Bildnismaler französischer Abstammung
- Duborg, Emil (1878–1972), Lehrer und niederdeutscher Autor
- Dubos, Jean-Baptiste (1670–1742), französischer Theologe, Ästhetiker und Historiker
- Dubos, Jean-François (* 1945), französischer Unternehmer und Privatdozent
- Dubos, René (1901–1982), französisch-US-amerikanischer Mikrobiologe und Umweltaktivist
- Dubos, Roger (1946–1973), französischer Autorennfahrer
- Dubosarsky, Ursula (* 1961), australische Autorin
- Dubosc, Franck (* 1963), französischer Schauspieler und KomikerFranck Dubosc (* 1963)

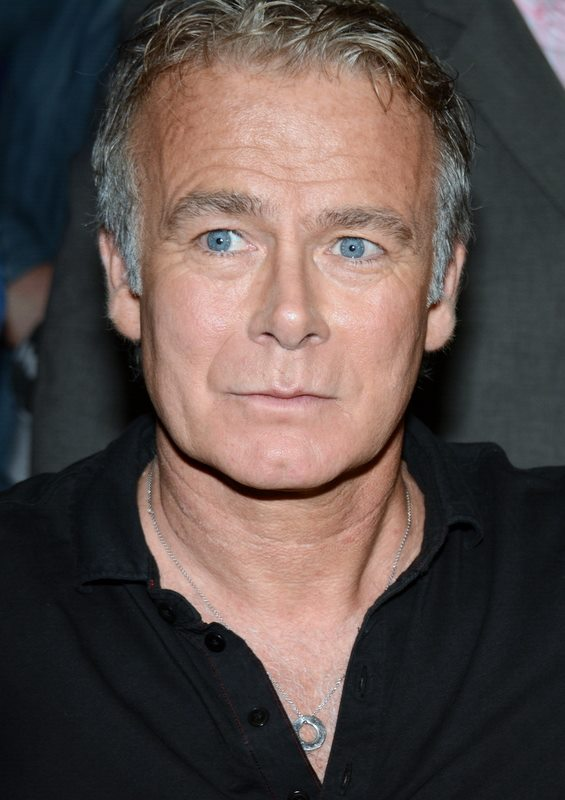
Franck Dubosc (* 1963)

- Dubosc, Georges (1854–1927), französischer Maler und Journalist
- Duboscq, Christophe (* 1967), französischer Fußballspieler
- Duboscq, Franz (1924–2012), französischer Politiker gaullistischer Ausrichtung
- Duboscq, Hugues (* 1981), französischer Schwimmsportler
- Duboscq, Jules (1817–1886), französischer Optiker
- DuBose, Dudley McIver (1834–1883), US-amerikanischer Politiker und General der Konföderierten im Bürgerkrieg
- DuBose, George (* 1951), Fotograf, Grafikdesigner und Autor
- DuBose, William, US-amerikanischer Politiker
- Dubospertus, Nadège (* 1968), französisches Model
- Dubosq, französischer Segler
- Dubost, Antonin (1844–1921), französischer Politiker
- Dubost, Charles (1905–1991), französischer Jurist
- Dubost, Jorge (1929–2007), chilenischer Fußballspieler
- Dubost, Michel Marie Jacques (* 1942), französischer Ordensgeistlicher, emeritierter römisch-katholischer Bischof von Évry-Corbeil-Essonnes
- Dubost, Paulette (1910–2011), französische Schauspielerin
- Dubotolkina, Nina Sergejewna (* 1998), russische Skilangläuferin
- Dubotzki, Paul (1891–1969), deutscher Fotograf, Maler und Kaufmann
- Dubouchet Revol, Karine (* 1971), französische Geschwindigkeitsskifahrerin
- Dubouchet, John (* 1937), Schweizer Schriftsteller und Kulturmanager
- Dubouillé, Charles, französischer Tischtennisspieler
- Dubouka, Uladsimir (1900–1976), belarussischer Dichter, Übersetzer und Literaturkritiker
- Duboule, Denis (* 1955), französisch-schweizerischer Entwicklungsbiologe und Genetiker
- Dubourcq, Pierre Louis (1815–1873), niederländischer Landschaftsmaler, Lithograf und Radierer
- Dubourg, Auguste-René (1842–1921), französischer Erzbischof und Kardinal
- Dubourg, Louis-Alexandre (1821–1891), französischer Genre- und Porträtmaler
- Dubourg, Matthew (1703–1767), irischer Violinvirtuose und Komponist
- Dubourg, Saori (* 1971), deutsche Managerin
- Dubourg-Miroudot, Jean-Baptiste (1717–1798), Generalkonsul und Bischof
- Dubouskaja, Wolha (* 1983), belarussische Marathonläuferin
- Dubout, Albert (1905–1976), französischer Künstler, Plakatkünstler und Karikaturist
- Dubovie, Josh (* 1990), britischer Sänger
- Dubovina, Radomir (* 1953), bosnischer Fußballspieler
- Dubovitskaya, Elena (* 1976), russische Juristin
- Dubovská, Martina (* 1992), tschechische Skirennläuferin
- Dubovský, Peter (1921–2008), slowakischer Ordensgeistlicher, römisch-katholischer Weihbischof im Bistum Banská Bystrica
- Dubovský, Peter (1972–2000), slowakischer Fußballspieler
- Dubovsky, Robert (1907–1991), österreichischer Werkzeugmacher und Politiker (KPÖ), Landtagsabgeordneter
- Dubow, Daniil Dmitrijewitsch (* 1996), russischer SchachspielerDaniil Dmitrijewitsch Dubow (* 1996)

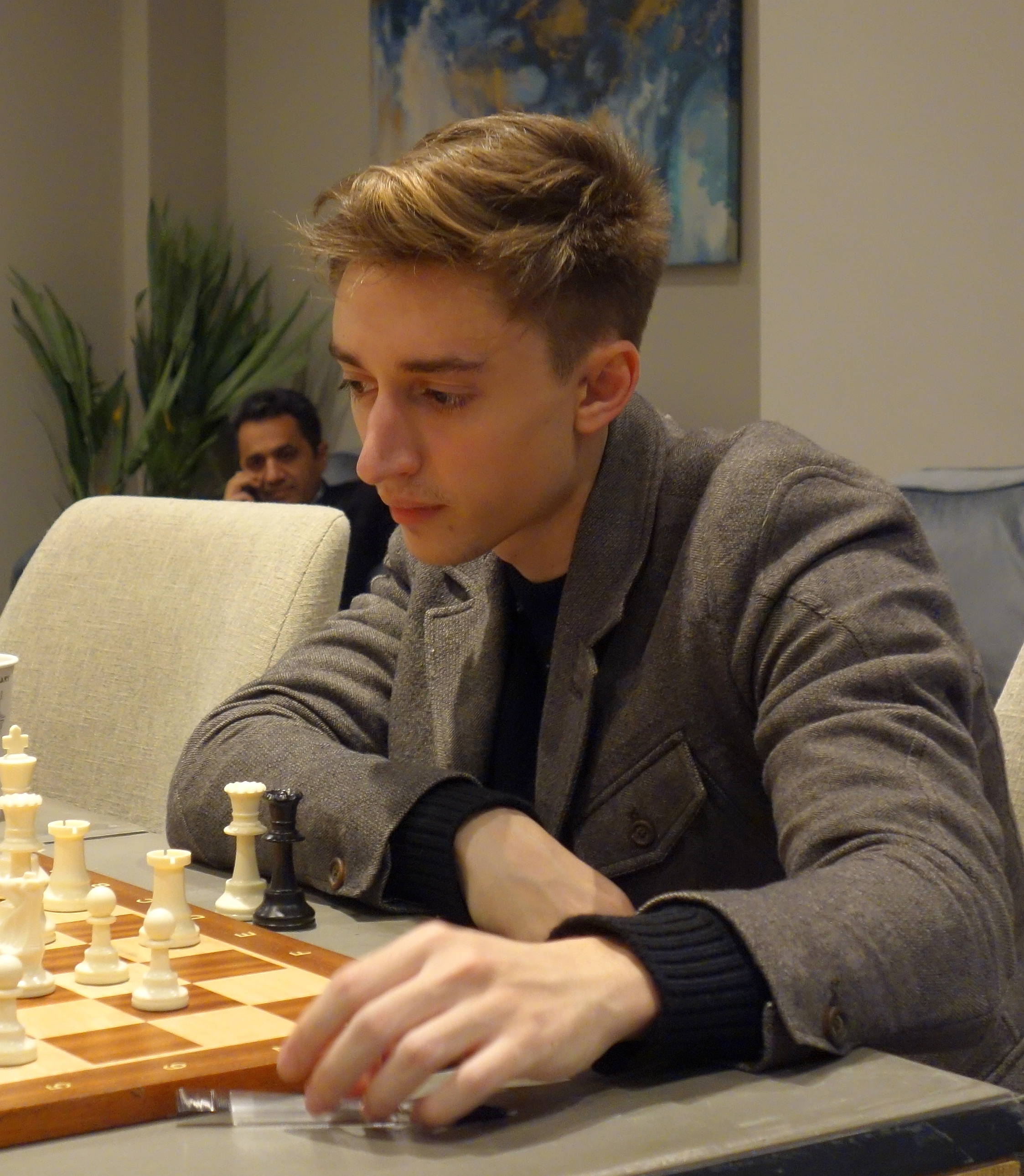
Daniil Dmitrijewitsch Dubow (* 1996)

- Dubow, Wladimir (* 1988), ukrainischer bzw. bulgarischer Ringer
- Dubowa, Nadeschda Anatoljewna (* 1949), sowjetisch-russische Anthropologin, Ethnologin und Prähistorikerin
- Dubowa, Natalja Iljinitschna (* 1948), russische Eiskunstläuferin und -trainerin
- Dubowizkaja, Nadeschda (* 1998), kasachische Hochspringerin
- DuBowski, Sandi Simcha (* 1970), US-amerikanischer Regisseur und Filmproduzent
- Dubowskoi, Nikolai Nikanorowitsch (1859–1918), russischer Landschaftsmaler
- Dubowyk, Wiktor (* 1989), ukrainischer Jurist, Rechtsanwalt und Staatsbeamter
- Duboy, Paul (1830–1886), französischer Bildhauer

### Dubr
- Dubra, Kaspars (* 1990), lettischer Fußballspieler
- Dubra, Rihards (* 1964), lettischer Komponist
- Dubrac, Gérard (* 1952), französischer Politiker
- Dubrau, Dorothee (* 1955), deutsche Architektin, Stadtplanerin und Kommunalpolitikerin
- Dubravac-Widholm, Christine (* 1978), österreichische Politikerin (SPÖ)
- Dubravčić, Sanda (* 1964), jugoslawische Eiskunstläuferin
- Dubravius, Johannes (1486–1553), Bischof von Olmütz
- Dúbravka, Martin (* 1989), slowakischer FußballspielerMartin Dúbravka (* 1989)

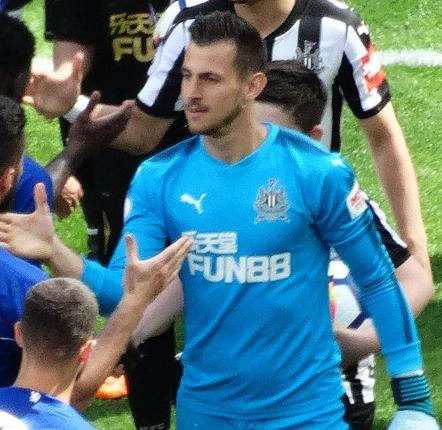
Martin Dúbravka (* 1989)

- Dubrawka († 1265), Herzog von Masowien
- Dubrawka von Böhmen († 977), Mutter von Markgraf Ekkehard I., dem Herzog von Thüringen
- Dubrawski, Maksymilian Leonid (* 1949), ukrainischer Ordensgeistlicher, emeritierter römisch-katholischer Bischof von Kamjanez-Podilskyj
- Dubreil, Antoine (1897–1982), französischer Autorennfahrer
- Dubreil, Paul (1904–1994), französischer Zahlentheoretiker
- Dubreil-Jacotin, Marie-Louise (1905–1972), französische Mathematikerin
- Dubreton, Jean-Louis (1773–1855), französischer General der Infanterie
- Dubreucq, Albert (1924–1995), französischer Fußballspieler und -trainer
- Dubreuil, Francis (1842–1916), französischer Rosenzüchter
- Dubreuil, Hélène (* 1967), französische Szenenbildnerin
- Dubreuil, Laurent (* 1992), kanadischer Eisschnellläufer
- Dubreuil, Marie-France (* 1974), kanadische Eiskunstläuferin
- Dubreuil, Maroussia (* 1982), französische Journalistin, Schauspielerin und Model
- Dubreuil, Pascal, französischer Cembalist
- Dubreuil, Pierre (1872–1944), französischer Kunstphotograph
- Dubreuil, Toussaint (1561–1602), französischer Maler
- DuBridge, Lee (1901–1994), US-amerikanischer Physiker und Wissenschaftsorganisator
- Dubriwny, Artjom Olegowitsch (* 1999), russischer Tennisspieler
- Dubrouschtschyk, Uladsimir (* 1972), belarussischer Diskuswerfer
- Dubroux, Danièle (* 1947), französische Regisseurin, Schauspielerin und Drehbuchautorin
- Dubrović, Milan (1903–1994), österreichischer Publizist, Chefredakteur, Herausgeber und Diplomat
- Dubrovich, Jacqueline (* 1994), US-amerikanische Florettfechterin
- Dubrovin, Ivan (* 2000), deutscher Filmregisseur
- Dubrovin, Konstantin (* 1977), deutscher Schwimmer
- Dubrovin, Sergej (1942–2015), sowjetisch-jugoslawischer Opernsänger (Tenor)
- Dubrovinskaia, Natalia (* 1961), schwedische Geologin
- Dubrovsky, Rubén (* 1968), argentinisch-italienischer Dirigent und Multiinstrumentalist
- DuBrow, Kevin (1955–2007), US-amerikanischer Rock- und Metal-SängerKevin DuBrow (1955–2007)

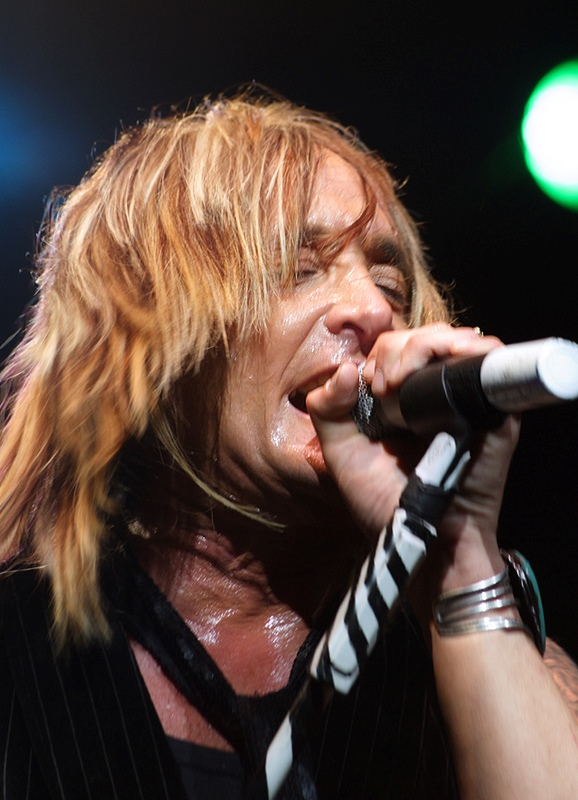
Kevin DuBrow (1955–2007)

- Dubrow, Pjotr Walerjewitsch (* 1978), russischer Raumfahrer
- Dubrowin, Boris Anatoljewitsch (1950–2019), russisch-italienischer Mathematiker
- Dubrowin, Jewgeni Alexandrowitsch (* 1986), russischer Eishockeyspieler
- Dubrowin, Nikolai Fjodorowitsch (1837–1904), russischer Historiker, Akademiker, Generalleutnant
- Dubrowinski, Jakow Fjodorowitsch (1882–1918), russischer Revolutionär
- Dubrowski, Boris Jakowlewitsch (1939–2023), sowjetischer Olympiasieger im Rudern
- Dubrowskyj, Wiktor (* 1876), ukrainischer Lexikograf, Lexikologe und Übersetzer
- Dubrulle, Manuel (* 1972), französischer Badmintonspieler
- Dubrunfaut, Augustin-Pierre (1797–1881), französischer Chemiker

### Dubs
- Dubs, Adolph (1920–1979), US-amerikanischer Diplomat
- Dubs, Alfred, Baron Dubs (* 1932), britischer Politiker (Labour Party), Mitglied des House of Commons
- Dubs, Chantal (* 1990), Schweizer Schauspielerin
- Dubs, Ernst (1924–2018), Schweizer Handballspieler
- Dübs, Henry (1816–1876), deutsch-britischer Industrieller
- Dubs, Homer Hasenpflug (1892–1969), britischer Sinologe
- Dubš, Ivo (* 1974), tschechischer Volleyballspieler
- Dubs, Jakob (1822–1879), Schweizer Politiker
- Dubs, Robert (1880–1963), österreichischer Wasserbauingenieur und Hochschullehrer
- Dubs, Rolf (* 1935), Schweizer Wirtschaftspädagoge
- Dubská, Irena (1924–2010), tschechische Philosophin und Soziologin
- Dubski, Manfred (* 1954), deutscher Fußballspieler und Fußballtrainer
- Dubský von Třebomyslice, Viktor (1834–1915), österreich-ungarischer General und Diplomat
- Dubson, Michail Iossifowitsch (1899–1961), sowjetischer Filmregisseur und Drehbuchautor

### Dubt
- Dubtschenko, Alexander Sergejewitsch (* 1995), russischer Radsportler

### Dubu
- Dubuc, Édouard (1872–1945), französischer Antisemit
- Dubuc, Gilbert (1925–2023), belgischer Bariton-Sänger
- Dubuc, Leonie (* 1989), deutsche Schauspielerin, Synchronsprecherin und SängerinLeonie Dubuc (* 1989)

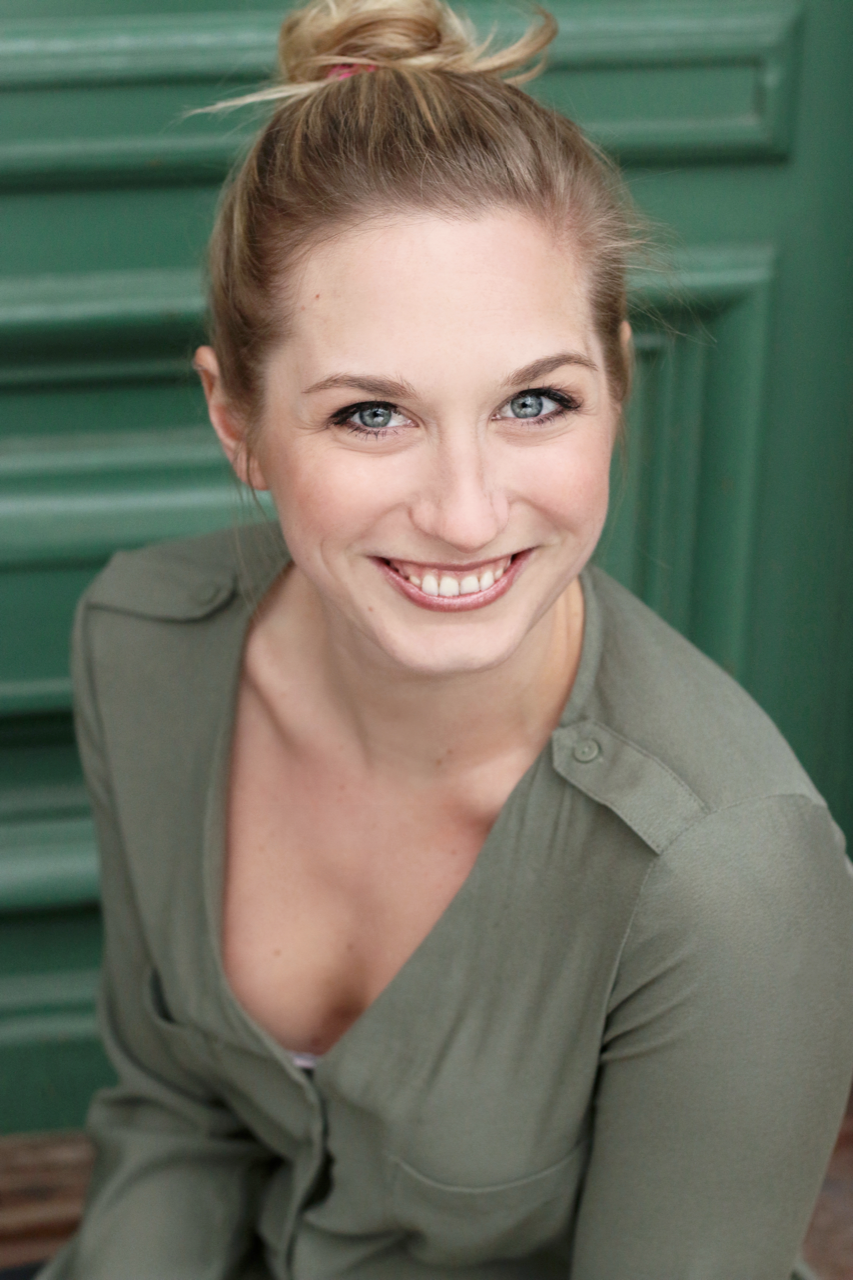
Leonie Dubuc (* 1989)

- Dubuc, Marianne (* 1980), kanadische Illustratorin und Bilderbuchautorin
- Dubuc, Nicole (* 1978), US-amerikanische Drehbuchautorin, Synchronsprecherin und ehemalige Kinderdarstellerin
- Dubucand, Alfred (1828–1894), französischer Tierbildhauer
- DuBuclet, Gregor, US-amerikanischer Geiger und Dirigent
- Dubufe, Claude Marie (1790–1864), französischer Maler
- Dubufe, Édouard (1819–1883), französischer Maler
- Dubuffet, Jean (1901–1985), französischer Maler, Bildhauer, Collage- und AktionskünstlerJean Dubuffet (1901–1985)

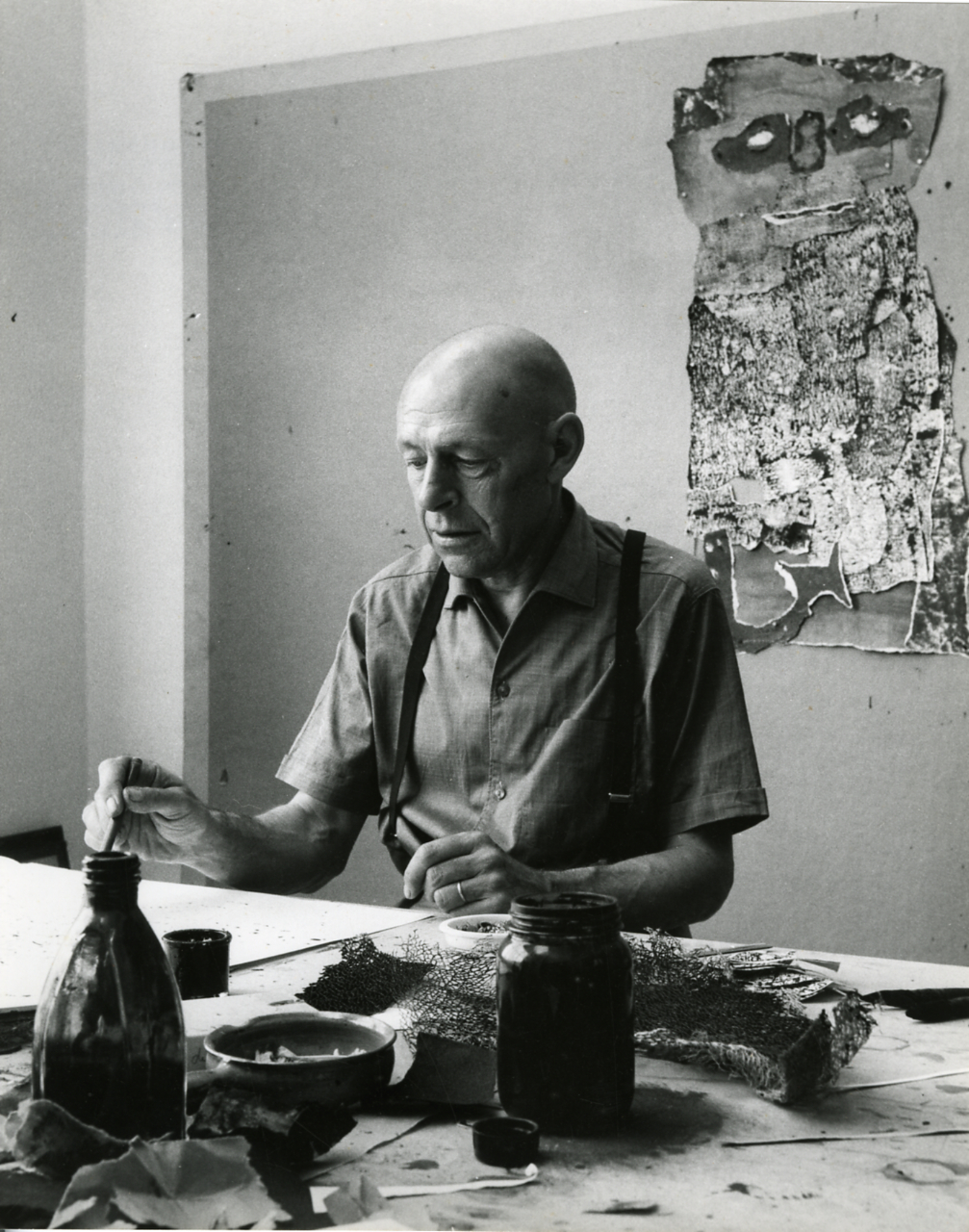
Jean Dubuffet (1901–1985)

- Dubuis, Claude-Marie (1817–1895), französischer Ordensgeistlicher in den USA, Bischof von Galveston
- Dubuisson, Albert (1918–1974), belgischer Radrennfahrer
- DuBuisson, Blanche (* 1879), kanadische Sängerin und Schauspielerin
- DuBuisson, Damase (1879–1945), kanadischer Sänger und Schauspieler
- Dubuisson, Hervé (* 1957), französischer Basketballspieler
- Dubuisson, Jean (1914–2011), französischer Architekt
- Dubuisson, Jean Baptiste Gayot, französischer Maler
- Dubuisson, Pauline (1927–1963), Mörderin, Suizidopfer
- Dubuisson, Victor (* 1990), französischer Golfer
- Dubuque, Alexandre (1812–1898), russischer Pianist und Komponist
- Dubuque, Julien (1762–1810), nordamerikanischer Siedler
- Duburiya, Trudy (* 1976), nauruische Leichtathletin
- Dubus III, Andre (* 1959), US-amerikanischer Schriftsteller
- Dubus, Andre (1936–1999), US-amerikanischer Schriftsteller
- Dubus, Éric (* 1966), französischer Mittel- und Langstreckenläufer
- Dubusc, Carl Gerard (1825–1903), deutscher königlich preußischer Staatsprokurator und Beigeordneter Bürgermeister der Stadt Aachen
- Dubusc, Werner (1901–1989), deutscher Ministerialbeamter
- Dubut, Charles Claude († 1742), französischer Bildhauer und Stuckateur

### Duby
- Duby, Georges (1919–1996), französischer HistorikerGeorges Duby (1919–1996)

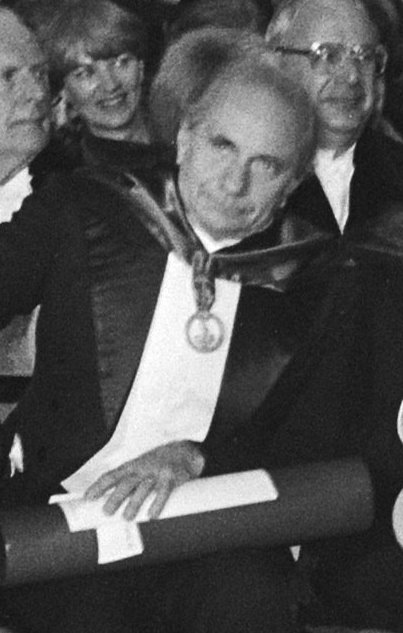
Georges Duby (1919–1996)

- Duby, Jacques (1922–2012), französischer Schauspieler
- Duby, Jean-Louis (1764–1849), Schweizer evangelischer Geistlicher und Hochschullehrer
- Düby, Oscar (1904–1982), Schweizer Jurist, Staatsbeamter, Filmproduzent und -produktionsleiter sowie Filmfunktionär
- Duby-Blom, Gertrude (1901–1993), Schweizer Sozialistin, Fotografin, Anthropologin, Umweltschützerin und Journalistin
- Dubyna, Danylo (* 2004), ukrainischer Weitspringer